# Keepin' the Summer Alive
| 전문가 평가                   | 전문가 평가 |
| 평가 점수                     | 평가 점수   |
| 출처                          | 점수        |
| ----------------------------- | ----------- |
| AllMusic                      | [ 1 ]       |
| Blender                       | [ 2 ]       |
| Encyclopedia of Popular Music | [ 3 ]       |
| MusicHound                    | 2/5         |
| The Rolling Stone Album Guide | [ 5 ]       |

《Keepin' Summer Alive》는 1980년 3월 24일, 브라더, 카리부, CBS 레코드에서 발매된 미국의 록 밴드 비치 보이스의 스물네 번째 스튜디오 음반이다. 브루스 존스턴이 프로듀싱한 이 음반은 6주 동안 미국에서 75위, 영국에서는 54위로 정점을 찍었다. 1983년 익사한 데니스 윌슨과 함께 녹음한 이 그룹의 마지막 음반이다.
그 음반은 그 때까지 발표되지 않았던 몇몇 오래된 노래들과 함께 새로운 소재를 포함했다. 신곡 중 두 곡은 타이틀곡이자 〈Livin' with a Heartache〉인 칼 윌슨과 랜디 바흐만이 작곡했다. 후자는 브라이언 윌슨과 마이크 러브가 쓴 〈Goin' On〉과 함께 싱글로 발매되었다. 브라이언은 나머지 7곡 중 5곡을 쓰거나 공동 집필했다.

## 배경 및 녹음
밴드의 이전 음반인 《L.A. (Light Album)》(1979년)이 상업적인 기대에 부응하지 못하자 CBS의 임원들은 하루빨리 또 다른 음반을 기대했다. 1979년 7월, 비치 보이스는 새로운 스튜디오 음반을 만들기 위해 브라이언 윌슨에 의해 1960년대 대부분의 밴드의 소재가 제작되었던 스튜디오인 로스앤젤레스의 웨스턴 스튜디오에 소집되었다. 이 음반은 샌퍼넌도에 있는 정규 백업 밴드 멤버 대릴 드래곤의 럼보 레코더와 그의 빅 서르 헛간에 있는 앨 자딘의 녹음실 등 다양한 스튜디오에서도 녹음되었다. 작품 제목에는 《Cousins, Friends and Brothers》과 《Can't Wait Till Summer》가 포함되었다.

## 곡 목록
| #  | 제목                                       | 작사·작곡                  | 리드 보컬            | 재생 시간 |
| -- | ------------------------------------------ | -------------------------- | -------------------- | --------- |
| 1. | 〈Keepin' the Summer Alive〉               | 칼 윌슨, 랜디 바흐만       | 칼 윌슨              | 3:43      |
| 2. | 〈Oh Darlin'〉                             | 브라이언 윌슨, 마이크 러브 | C. 윌슨, 마이크 러브 | 3:52      |
| 3. | 〈Some of Your Love〉                      | B. 윌슨, 러브              | 러브, C. 윌슨        | 2:36      |
| 4. | 〈Livin' with a Heartache〉                | C. 윌슨, 바흐만            | C. 윌슨              | 4:06      |
| 5. | 〈School Day (Ring! Ring! Goes the Bell)〉 | 척 베리                    | 앨 자딘              | 2:52      |

| #  | 제목                        | 작사·작곡        | 리드 보컬                    | 재생 시간 |
| -- | --------------------------- | ---------------- | ---------------------------- | --------- |
| 1. | 〈Goin' On〉                | B. 윌슨, 러브    | 러브, C. 윌슨, 브라이언 윌슨 | 3:00      |
| 2. | 〈Sunshine〉                | B. 윌슨, 러브    | 러브, B. 윌슨, C. 윌슨       | 2:52      |
| 3. | 〈When Girls Get Together〉 | B. 윌슨, 러브    | 러브, B. 윌슨                | 3:31      |
| 4. | 〈Santa Ana Winds〉         | B. 윌슨, 앨 자딘 | 자딘, 러브, C. 윌슨          | 3:14      |
| 5. | 〈Endless Harmony〉         | 브루스 존스턴    | 브루스 존스턴, C. 윌슨       | 3:10      |